# Parafia św. Siostry Faustyny Kowalskiej w Szczukowicach
Parafia św. Siostry Faustyny Kowalskiej w Szczukowicach – parafia rzymskokatolicka znajdująca się w diecezji kieleckiej, w dekanacie piekoszowskim.
Została erygowana 28 czerwca 2000 roku przez bp. Kazimierza Ryczana.

## Proboszczowie
- ks. Jan Wojtyna (2000–2010)[2]
- ks. Piotr Chruściel (2010–2022)[3]
- ks. Grzegorz Stachura (od 2022)[1]